# 福岡県立青豊高等学校
福岡県立青豊高等学校（ふくおかけんりつ せいほうこうとうがっこう,  英語: Fukuoka Prefectural Seihou High School）は、福岡県豊前市青豊に所在する公立高等学校。

## 概要
2002年京築地域で初めての総合学科高校として設置。開校当初は老朽化の進んでいた築上中部高校の校舎を利用していたが、2005年には新校舎が完成したため現在は新校舎を利用している。募集定員は280人で7クラス編成である。
県下一の広さのグラウンドがあり、設備が整っている。書道部が全国大会1位になるなどの実績がある。高等学校にしては珍しく、ゴルフ部が存在する。硬式野球部は大分県の柳ヶ浦、明豊で実績を残した大悟法久志監督を2010年に招聘（2011年に急逝）。
平日の7時30分から45分間朝課外があり、希望すれば受けることができる。(前期と後期で希望を取るため、前期は受けて後期は受けないということも可能である)また、放課後課外も存在する。(希望制)
開校当初は、体育館とグラウンドと食堂が完成しておらず定員割れをしていたが、今では全て完成しており、年々倍率は増えている。

## 沿革
福岡県立築上中部高等学校（市内）、福岡県立築上北高等学校（旧・福岡県立築上農業高等学校）(市内）、福岡県立築上東高等学校（上毛町）が統廃合して開校。
- 1999年（平成11年）12月27日 - 「県立高等学校再編整備基本計画」策定
- 2000年（平成12年）
  - 7月18日 - 「第一次実施計画の骨子」のまとめ
  - 12月26日 - 「県立高等学校再編整備に関する第一次実施計画」策定
- 2001年（平成13年）
  - 1月10日 - 「新高校準備委員会」設置
  - 11月26日 - 「新高校設置計画（平成15年開校分）」
- 2002年（平成14年）
  - 4月1日 - ｢第一学区総合学科高校設立準備室｣設置
  - 11月1日 -  福岡県立青豊高等学校を設置
- 2003年（平成15年）
  - 4月8日 - 第1期生320名入学
  - 11月1日 - 創立1周年記念式典
- 2005年（平成17年）
  - 3月17日 - 管理棟・特別教室棟竣工
  - 4月7日 - 新校舎に移転
  - 11月1日 - 校旗・校歌制定及び披露
- 2006年（平成18年）
  - 3月1日 - 第1回卒業証書授与式
  - 3月22日 - 部室棟竣工
  - 10月10日 - 体育館・図書館棟落成式[注 1]
- 2007年（平成19年）
  - 3月22日 - 温室竣工
  - 3月27日 - 農業倉庫・弓道場竣工
  - 3月31日 - グラウンド・テニスコート竣工
  - 5月19日 - 竣工記念式典
- 2013年（平成25年）11月2日 - 創立10周年記念式典
- 2015年（平成27年）2月3日 - 多目的ホール棟竣工
- 2022年（令和4年）11月19日 - 創立20周年記念式典

## 校名の由来
青豊の「青」は、故郷の山や海、そして空の青さと未来への希望に満ちた青春の青をイメージし、古来、太陽の昇る東の方向を表すこと、当校が福岡県東部に位置することを意味する。「豊」は、「豊の国」を表すと共に、豊かな人間性を養い、将来の目標や夢に向かって邁進していく事を表す。

## 学科
- 総合学科
  - 人文科学系列
  - 自然科学系列
  - ビジネス系列
  - グリーンライフ系列
  - 総合生活デザイン系列

## 校訓
『賢く、優しく、逞しく』

## 校歌
- 作詞：校歌制定委員会
- 作曲：木藤紘子

通常ならば、作詞家、作曲家に依頼するが、生徒が歌詞を作り、教諭が作曲している。

## 部活動
運動部
- サッカー部
- 柔道部
- ゴルフ部
- ダンス部
- バドミントン部（男子・女子）
- 卓球部
- ソフトボール部
- 剣道部
- バレーボール部
- バスケットボール部（男子・女子）
- 陸上部
- 弓道部
- 野球部
- ソフトテニス部

文化部
- 囲碁・将棋部
- 写真部
- 情報科学部
- インターアクト部
- 放送部
- 吹奏楽部
- クッキング部
- 茶道部
- 書道部
- 美術部

## 通学区域
福岡県全域から受験が可能であるが、豊前市内を中心に周辺の京築地域から通学する生徒が多い。

## 交通アクセス
最寄りの鉄道駅
- JR九州 日豊本線「宇島駅」から徒歩約15分

最寄りの道路
- 福岡県道32号犀川豊前線
- 福岡県道103号新吉富豊前線

※家から学校までの距離が1km以上の生徒には自転車通学が許可されている。

## 著名な出身者
- 鳥谷元（元プロ野球選手・中日ドラゴンズ・広島東洋カープ）（築上中部高時代）